# Helpensteinmühle

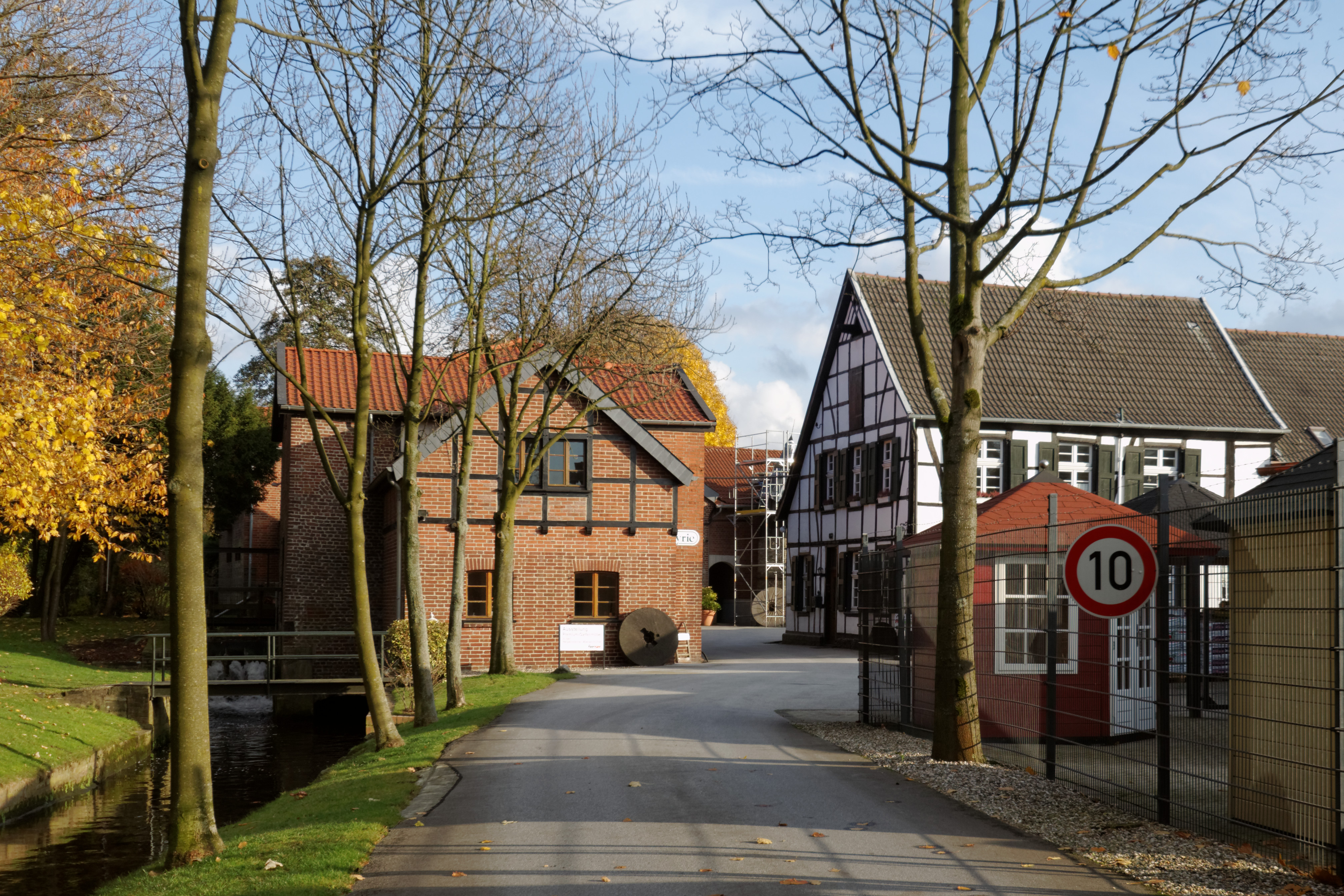
Mühlengebäude, 2012

Die Helpensteinmühle am Dickelsbach befindet sich am Ortseingang von Ratingen-Lintorf (Nordrhein-Westfalen). Sie gehört zu den ältesten erhaltenen Wassermühlen der Region Bergisches Land.

## Geschichte
Bereits 1157 wurde ein Helpensteiner Herr mit einer Mühle belehnt. 1420 wurde durch Herzog Adolf von Berg die Pacht für drei Malter Roggen jährlich verlängert, ebenso 1585 und 1604. Die Mühle war eine herzogliche Bannmühle für den Mahlbezirk Lintorf und halb Breitscheid, wie es bereits 1420 festgelegt worden war. Zudem war das Gut ein so genanntes Sattelgut. Es musste also einmal jährlich dem Herzog in Düsseldorf ein gesatteltes Pferd stiften, im Kriegsfall mit bewaffnetem Reiter. Zum Anwesen, das noch 1750 fast 1.000 Morgen groß war, gehörte ein mittelalterlicher Taubenturm, der noch heute erhalten ist. Er steht für das Recht des freien Taubenflugs, den die Eigentümer hatten. Im Dreißigjährigen Krieg lag das Anwesen verlassen. Bis 1563/1577 lebten die Helpensteiner auf dem Gut. Danach folgten die Familien Pempelfort (1577 bis 1798), Stockfisch, die das Anwesen als Pächter später (1826) auch erwarben (1798 bis 1894), Krefter (1894 bis 1908) und Weber (1908 bis 1914).
Am 9. März 1914 erwarb Müllermeister Johann Fleermann aus Westfalen die Mühle und das Gut mit einer Größe von 27 Morgen. Seitdem ist das Gut in Familienbesitz. Die Firma Fleermann Agrar & Garten war am 2. November 1910 in Münster gegründet worden. 1953 wurde die Herstellung von Speisemehl für Bäckereien eingestellt und die Produktion und der Großhandel auf Futter- und Düngemittel umgestellt. 1963 wurde an der Straßenfront ein Einzelhandelsgeschäft eröffnet, das bis zur Gegenwart immer wieder erweitert wurde. Bis Ende 2011 wurde in einer dem Gebäude benachbarten Starkstrommühle regelmäßig Walzhafer für Pferde hergestellt.

## Gegenwart
Die Mühle ist technisch vollständig funktionstüchtig und verfügt über ein mittelschlächtiges Wasserrad, eine Schrotmühle der Marke Condux und einen Walzenstuhl. Alle Gebäude stehen unter Denkmalschutz. Sie ist seit einer grundlegenden Renovierung 1998/1999 für die Öffentlichkeit zugänglich.

## Historische Daten
- Urkundliche Ersterwähnung: wohl 1157, dann 1385 und 1420
- Taubenturm: 13. Jahrhundert
- Schleifung der Befestigungsanlage: 1780/90
- Bau der Mühle (jetzige Form): ca. 1650–1700
- Fachwerkhaus: 1788/89
- Knochenmühle, Backhaus, Motorenhaus (1878)

## Technische Daten
- Mühlenart: mittelschlächtig
- Wasserrad: Stahl, 550 cm Durchmesser, 16 Speichen, 64 Wasserschaufeln
- Schleusen: 2 Stück
- Mahlgänge: 3, 1 Mehl-, 1 Schrotmühle und 1 Walzenstuhl
- Technik (Zubehör): Wannemühle um 1910, Plansichter, Hebekran mit Spindel

## Bilder

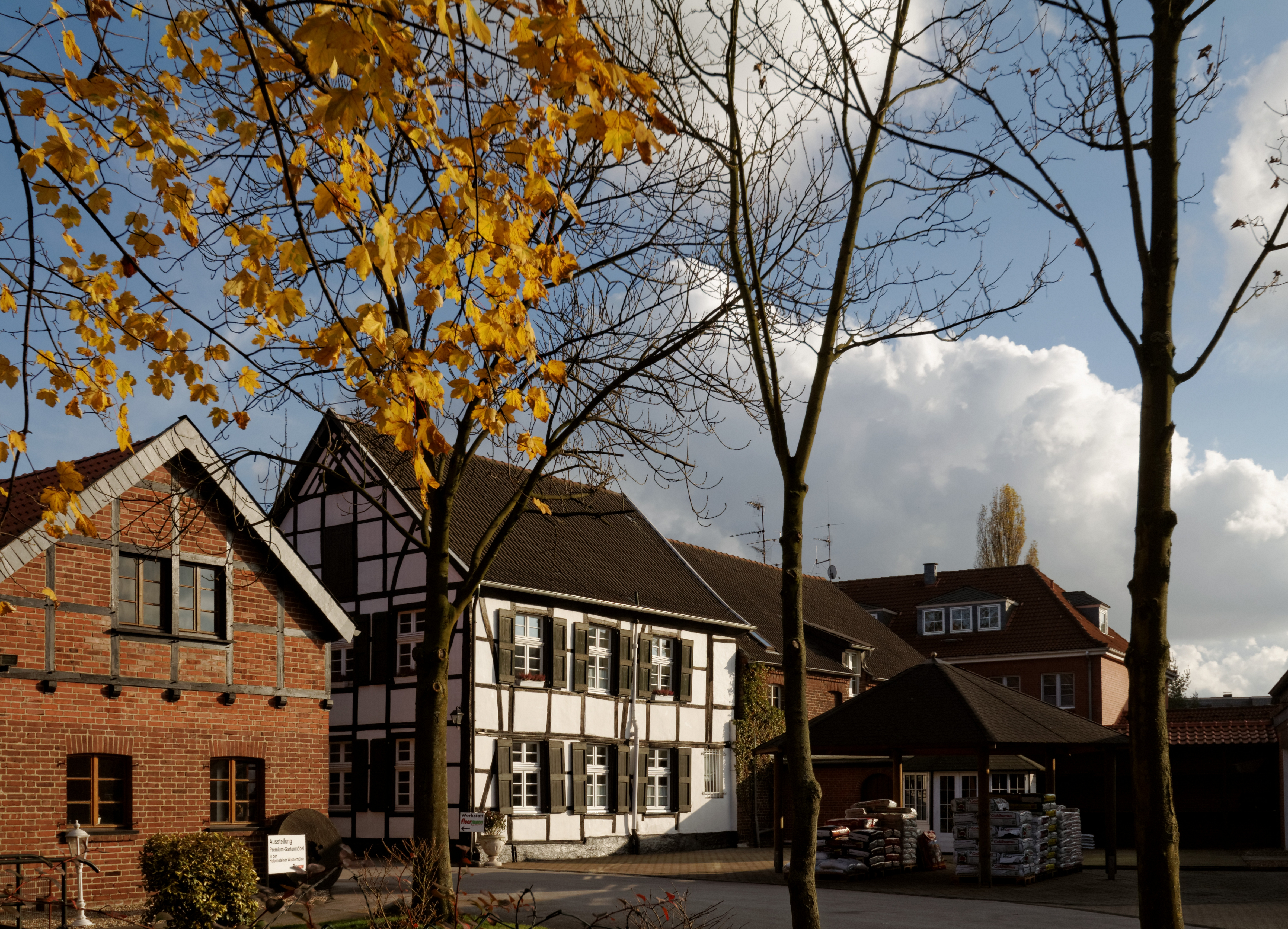
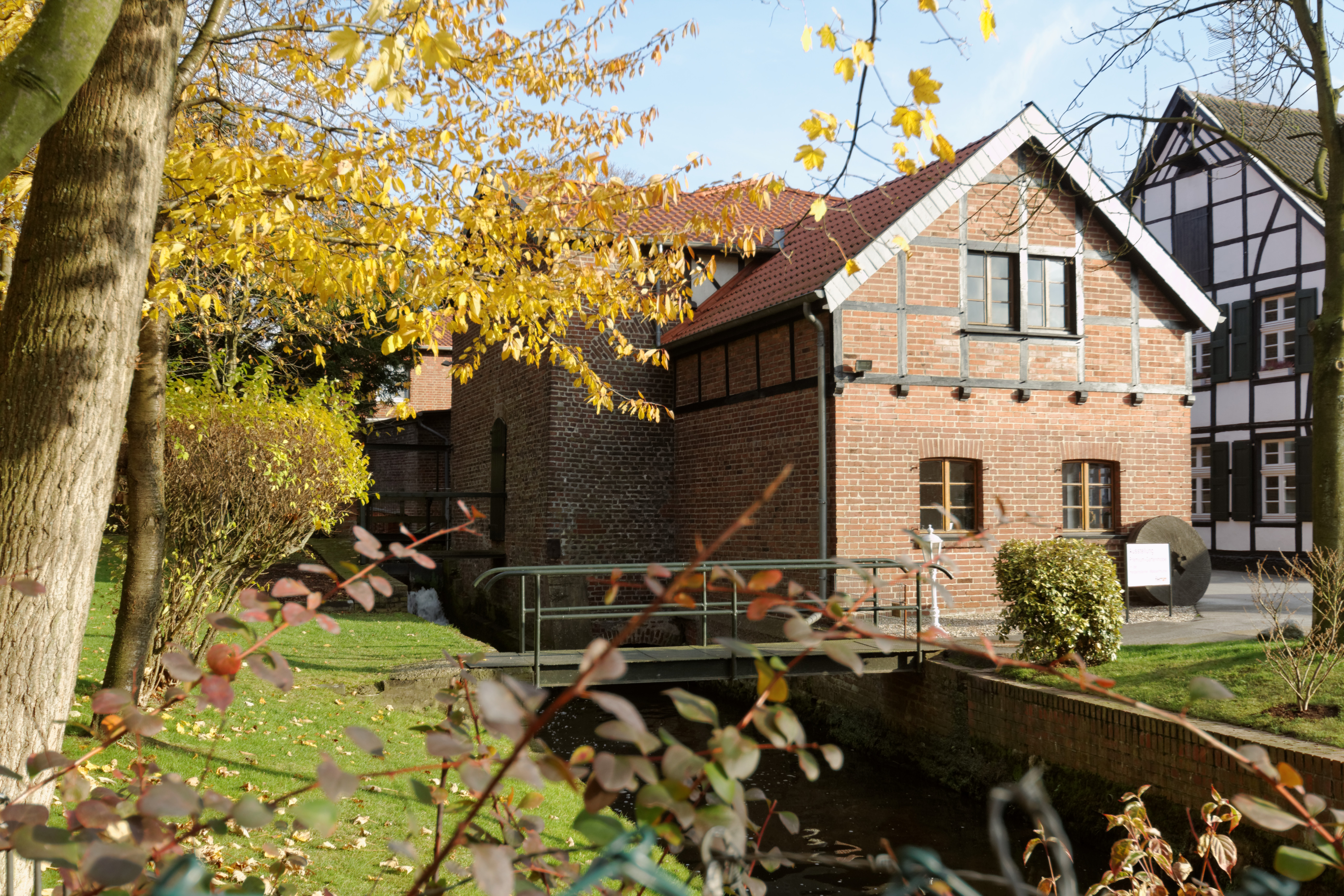
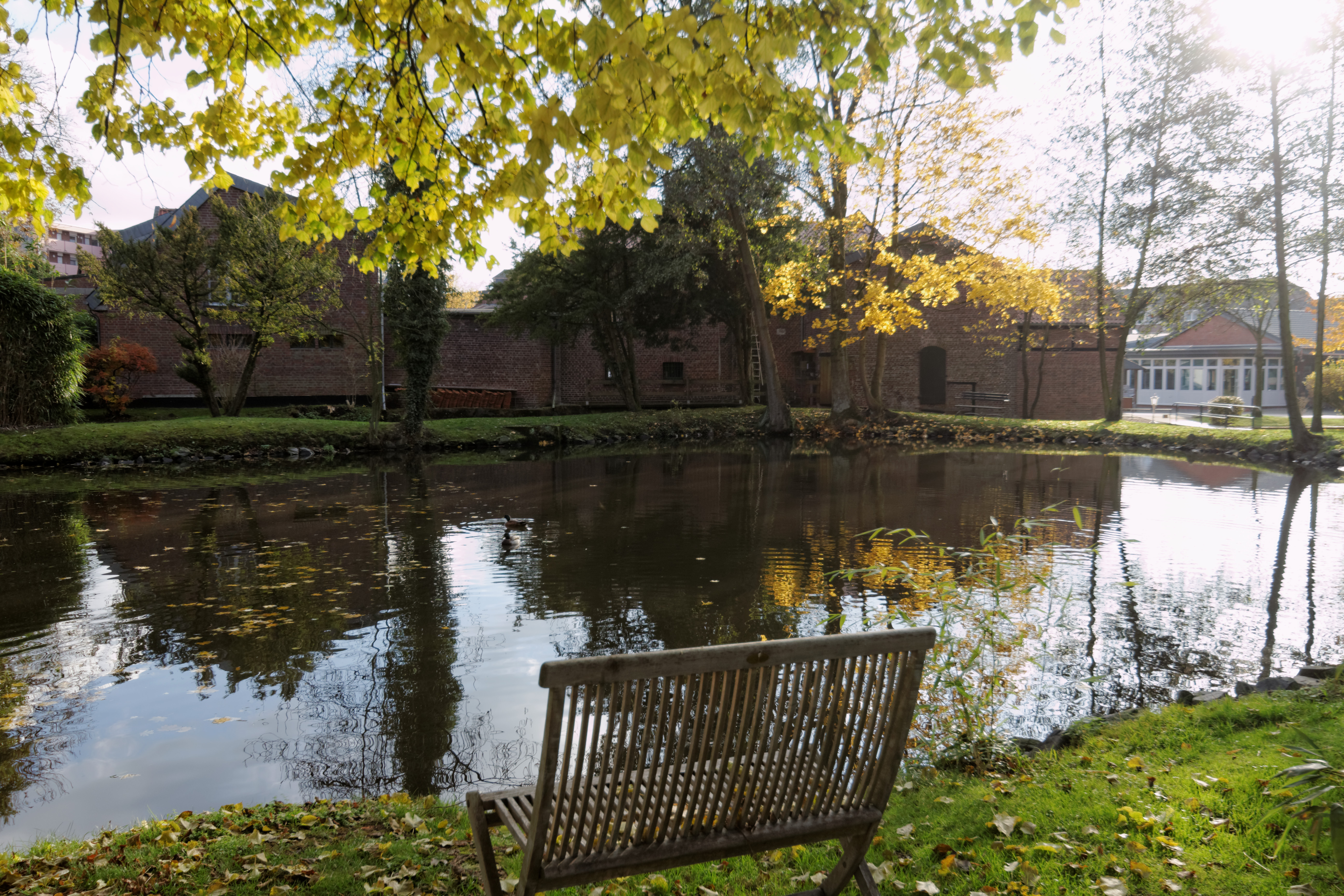